# Балканска седефка
Балканската седефка (Boloria graeca) е пеперуда от сем. Многоцветници (Nymphalidae). Среща се в Алпите и Балканския полуостров, включително и в България.

## Разпространение
Балканската седефка е разпространена в Югозападните Алпи, централната част на Балканския п-ов и Турция.
В България е намирана във Витоша, Рила, Пирин и Славянка, на височина 1600 – 2300 метра, а понякога и до 2600 м. н.в.

## Местообитание
Пеперудата обитава субалпийската и долната алпийска зона. Среща се из поляни, склонове, била, мочурища и край иглолистни гори.

## Външен вид

### Имаго
Сравнително малка многоцветница с размах на крилете 35-40 mm.
Има слабо изразен полов диморфизъм, като женските са малко по-едри и в по-бледи цветове.

## Жизнен цикъл
Балканската седефка има едно поколение годишно. Имагото лети най-често в периода юли-август, но в зависимост от височината и географската ширина – може да се види и извън този период. Презимува като млада гъсеница. Следващата година какавидира и през лятото излиза имагото.
Гъсеницата се храни с Теменужки (род Viola).

## Систематика

### Вътревидова систематика
Подвидове и тяхното разпространение:
- Boloria graeca balcanica – България
- Boloria graeca brogotarus – Алп Маритим (Франция)